# Stephanospondylus

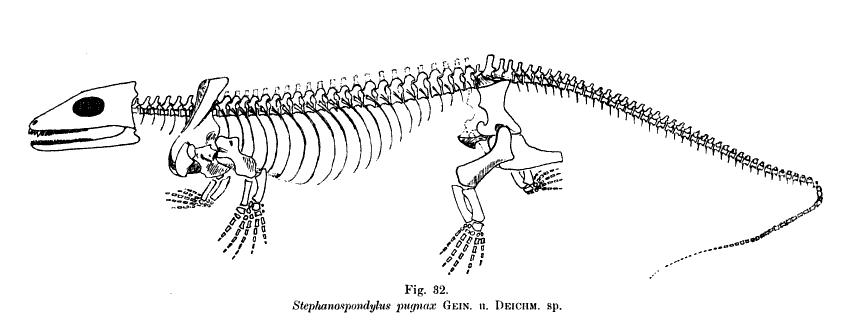
Реконструкція скелета

Stephanospondylus — вимерлий рід діадектидних рептіліоморфів ранньої пермі Німеччини. У відкладеннях Нижнього Ротлігенда поблизу Дрездена були знайдені скам'янілості. Типовий вид S. pugnax спочатку був віднесений до роду Phanerosaurus у 1882 році, але був поміщений у власний рід у 1905 році.

## Опис
Stephanospondylus відомий лише з кількох хребців та фрагментів верхньої та нижньої щелеп.
Stephanospondylus має лопатоподібні зуби, пристосовані для різання рослинного матеріалу. Хребці відрізняються від хребців інших діадектид тим, що в них відсутні гіпосфенно-гіпантрумні суглобові поверхні. Голотипний екземпляр може являти собою ювенільну форму іншого діадектиду. Оскільки про рід відомо так мало, зв'язок Stephanospondylus з іншими діадектидами маловідомий.